# Comuna Adâncata, Suceava
Adâncata este o comună în județul Suceava, Moldova, România, formată din satele Adâncata (reședința), Călugăreni și Fetești.
Teritoriul comunei Adâncata se află situată din punct de vedere fizico-geografic în partea sud-estică a masivului deluros al Dragomirnei, subunitate naturală a Podișului Sucevei.
Până la reforma administrativă din 1950 a făcut parte din județul Dorohoi.
Până în 15 decembrie 2002 a mai avut parte din ea si Comuna Hânțești, dar s-au desființat. comuna Hânțești s-a reînființat cu Hănțești, Berești, Arțari fiind consfințită prin legea 473/2003.

## Date biogeografice

### Vecinii
- la nord: comuna Zvoriștea
- la vest: comuna Mitocu Dragomirnei
- la sud-vest: municipiul Suceava
- la sud: orașul Salcea
- la sud-est: comuna Dumbrăveni
- la est: comuna Hănțești

### Relief
Geomorfologia actuală pe teritoriul comunei Adâncata este rezultatul unei evoluții subaeriene îndelungate, marcate de acțiunea diferențiată ca intensitate și în timp a proceselor modelatoare, nota aparte dând-o alcătuirea litologică și structural.

### Climă
Prin poziția sa în latitudine teritoriul comunei Adâncata se situează în condițiile climatului temperat cu un continentalism moderat care se reflectă în distribuția temperaturii și precipitațiilor.

### Floră și faună
Se întâlnesc păduri de foioase, preponderente stejarul, fagul în amestec cu arțarul, cireș, tei. Această pădure este alcătuită din specii ca mierea ursului, firuța de pădure, rogozul, urzica. Discontinuu apar și arbuști ca alunul, cornul, socul.
Fauna terestră are numeroși reprezentanți ca urmare a prezenței suprafețelor forestiere ce constituie adăpost: mistreț, căprioară, vulpe, cerbul, iepure, iar în vegetația de ierburi de hârciog, șoarecele de câmp.
Fauna pădurilor cuprinde o diversitate de specii: ciocănitoare, privighetoare, cucul, pițigoi, gaiță, mierla, pitulicea, turturica, rândunica, vrabia.
Apele Siretului constituie mediu de viață al unui număr mare de specii de pești: crapul, mreana, caras, bibanul, știuca.

## Descrierea stemei
Stema comunei Adâncata se compune dintr-un scut tăiat. În câmp superior, pe fond albastru, trei frunze de stejar alăturate, de aur. În câmp inferior, pe fond roșu, un căprior alergând spre dreapta, cu capul văzut din față, de aur. Scutul este timbrat cu o coroană murală cu un turn de argint.
Semnificațiile elementelor însumate:
Propunerea de stemă a comunei Adâncata asigură concordanța elementelor acesteia cu specificul economic, social, cultural și tradiția istorică ale comunei, respectând tradiția heraldică a acestei zone și legile științei heraldicii.
Coroana murală cu un turn de argint semnifică faptul că așezarea este comună.

## Demografie
Componența etnică a comunei Adâncata
     Români (90,3%)
     Alte etnii (0,22%)
     Necunoscută (9,48%)
Componența confesională a comunei Adâncata
     Ortodocși (86,73%)
     Penticostali (3,23%)
     Alte religii (0,3%)
     Necunoscută (9,75%)
Conform recensământului efectuat în 2021, populația comunei Adâncata se ridică la 4.031 de locuitori, în scădere față de recensământul anterior din 2011, când fuseseră înregistrați 4.032 de locuitori. Majoritatea locuitorilor sunt români (90,3%), iar pentru 9,48% nu se cunoaște apartenența etnică. Din punct de vedere confesional, majoritatea locuitorilor sunt ortodocși (86,73%), cu o minoritate de penticostali (3,23%), iar pentru 9,75% nu se cunoaște apartenența confesională.

## Politică și administrație
Comuna Adâncata este administrată de un primar și un consiliu local compus din 13 consilieri. Primarul, Viorel Cucu[*], de la Partidul Național Liberal, este în funcție din 2012. Începând cu alegerile locale din 2024, consiliul local are următoarea componență pe partide politice:
|  | Partid                          | Consilieri | Componența Consiliului | Componența Consiliului | Componența Consiliului | Componența Consiliului | Componența Consiliului | Componența Consiliului | Componența Consiliului | Componența Consiliului | Componența Consiliului |
|  | ------------------------------- | ---------- | ---------------------- | ---------------------- | ---------------------- | ---------------------- | ---------------------- | ---------------------- | ---------------------- | ---------------------- | ---------------------- |
|  | Partidul Național Liberal       | 9          |                        |                        |                        |                        |                        |                        |                        |                        |                        |
|  | Alianța pentru Unirea Românilor | 2          |                        |                        |                        |                        |                        |                        |                        |                        |                        |
|  | Partidul Social Democrat        | 2          |                        |                        |                        |                        |                        |                        |                        |                        |                        |

## Obiective turistice
- Biserica de lemn „Sfântul Dumitru” din Adâncata – monument istoric ce datează de la sfârșitul secolului al XVIII-lea. Construcția are un plan dreptunghiular cu absida altarului poligonală și decroșată (elemente tipice bisericilor de lemn). În secolele al XVIII-lea și al XIX-lea a suferit mai multe modificări, fiind adăugate două pridvoare.

## Personalități născute aici
- Calistrat Bobu (1900 - 1975), călugăr ortodox, canonizat ca sfânt.